# عثمان بن عبد الرحمن التيمي
عثمان بن عبد الرحمن بن عثمان بن عبيد الله القرشي التيمى الحجازي المدني، أبوه من الصحابة، أخو معاذ بن عبد الرحمن التيمي، وابن ابْن أخي طلحة بن عبيد الله. تابعي حجازي مدني، وأحد رواة الحديث النبوي.

## روايته للحديث النبوي
- روى عن: أنس بن مالك، وربيعة بن عَبد اللَّه بن الهدير التَّيْمِيّ، وعبد الله بن مليكة، وأبيه عَبْد الرَّحْمَنِ بْن عُثْمَان التَّيْمِيّ ولَهُ صحبة، ومحمد بن أبي بكر الثقفي، وأخيه معاذ بْن عَبْد الرَّحْمَنِ التَّيْمِيّ، ويعقوب بْن أَبي يَعْقُوب.
- روى عنه: إبراهيم بن محمد بن أبي يَحْيَى الأَسلميّ، وسَعِيد بْن زِيَاد المؤذن، والضحاك بْن عُثْمَان الخزاعي، وأَبُو علقمة عَبد اللَّهِ بْن مُحَمَّد الفروي، وعبد المجيد بْن سهيل بْن عَبْد الرَّحْمَنِ بْن عوف، وفليح بْن سُلَيْمان، ومحمد بن طحلاء، ومحمد بن طلحة بن عَبْد الرَّحْمَنِ التَّيْمِيّ، ويحيى بْن مُحَمَّدِ بْنِ طحلاء، وأبو بكر بن أبي مليكة، وأَبُو بَكْر بْن المنكدر.[2]
- الجرح والتعديل: وثّقه أبو حاتم الرازي وابن حجر العسقلاني، ذكره ابن حبان في كتاب الثقات، روى له البخاري، وأبو داود، والترمذي.[2]